# Средиземноморски театър
Средиземноморският театър, наричан също Средиземноморско-Близкоизточен театър, е един от основните театри на военни действия през Втората световна война.
Той обхваща Средиземноморието, включително Северна Африка и Южна Европа с Балканския полуостров, Близкия Изток и Източна Африка. В самото начало на военните действия Тристранния пакт успешно овладява цяла Южна Европа и настъпва в британските владения в Северна и Източна Африка, но с времето Съюзниците стабилизират позициите си и преминават в контранастъпление и до пролетта на 1943 година изтласкват силите на Тристранния пакт от Африка. Малко след това те навлизат в Италия, където водят тежки боеве до самия край на войната, когато крахът на Тристранния пакт на съседния Европейски театър решава нейния изход.